# Seznam danskih generalov
Seznam danskih generalov.

## B
Knud Bartels - Vagn Bennike - Erik Baron Bille-Brahe - Valdemar Bjerregaard - 

## D
Harald Christian Frederik Danski - 

## E
Frederik Christian Essemann - Johann von Ewald

## F
Aage Falking - 

## G
Ebbe Gørtz - 

## H
Hans Oluf Hansen - Christian Frederik Harald, princ Danske - Henrik Holck 

## J
Carl Jacobsen - 

## K
Kristian Knudtzon -

## M
Christian de Meza - Carlos Morales -

## L
Erik Leschly - Georg Lüneburg - 

## P
Wilhelm Wain Prior - 

## R
Paul Louis Ramm - Johan Rantzau - Hans Aage Rolsted - Charles Henry Rye - Daniel Rantzau - Johan Rantzau

## S
Johan Daniel von Stemann - 